# Маєток Ганських
Маєток Ганських — пам'ятка історії, архітектури та садово-паркової культури кінця 18 — початку 19 століть. Розташований в селі Верхівня Ружинського району Житомирської області. Занесений до реєстру національних святинь України.

## Історія
Протягом 1780—1790 років графом Яном Ганським на території сучасного маєтку був заснований парк. Потім у 1800 році збудований в ампірному стилі палац, виразною ознакою якого було повернення до античного мистецтва. Закінчував будівництво вже син Яна — Вацлав Ганський, якому верхівнянські землі перейшли у спадок від батька. Маєток збудований майстрами, що були запрошені з Поділля та Волині. Керували будівництвом відомі на той час архітектори. Будівельні матеріали завозились з багатьох країн[джерело?].
Гостей Ганські приймали в розкішному залі палацу з барельєфами на міфологічні теми стародавніх Риму і Греції. На балконі грав оркестр з музикантів-кріпосних. Із залу був вихід в їдальню. На першому поверсі знаходилися кімнати для відпочинку. Коли бали закінчувалися далеко за північ, тут можна було заночувати.
Поруч з палацом споруджені два флігелі, що з'єднувалися з палацом підземними ходами. В одному була кухня, звідки носили їжу панам через підземний хід. В іншому флігелі містилася столярна майстерня, а також жив управитель, брат Вацлава Ганського — Карл. Також на території маєтку був будинок в якому колись жили сімейний лікар, ветеринар, садівник, агроном.
У 1810 році неподалік палацу споруджено каплицю (усипальницю) Ганських. Колись каплиця була двоповерховою, але після Жовтневого перевороту 1917 року та громадянської війни лишився тільки один поверх.

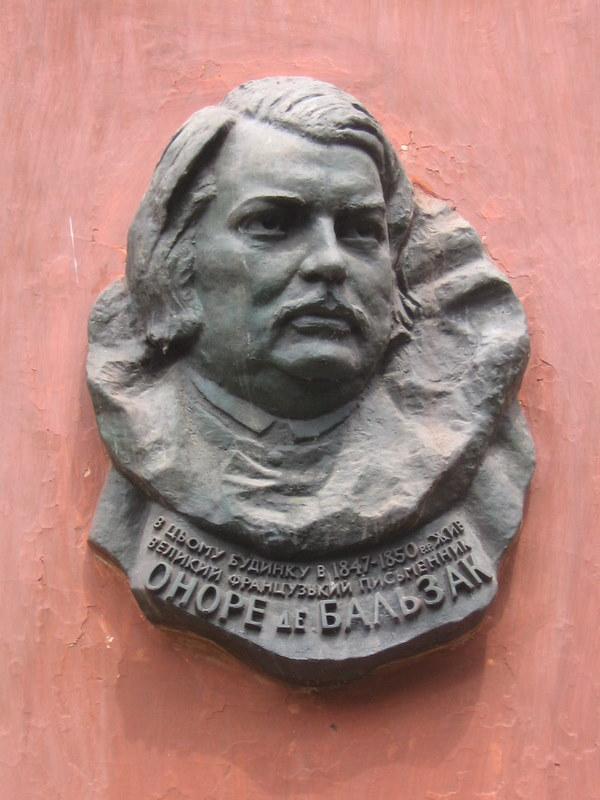
Меморіальна дошка Бальзаку

Після одруження у 1819 році з Евеліною Ржевуцькою Вацлав Ганський подарував їй селище Верхівню з маєтком. В 1847 році, вже до вдови Ганської, до маєтку переїхав її коханець (з 1850 року чоловік) — Оноре де Бальзак, де він написав п'єсу «Мачуха», працював над «Депутатом від Арсі», «Мадмуазель де Віссар або Франція за часів Конституції», «Дрібними буржуа», «Жінкою-письменницею».
Останнім господарем Верхівні був брат Евеліни Адам Ржевуський. Саме йому її донька, збіднівши, продала свій спадок.

### Агрошкола
У 1922 році в колишньому маєтку Ганських була заснована агрошкола. Через рік вона стала філіалом Київського сільськогосподарського інституту. Майбутні агрономи та їхні викладачі проживали в кімнатах на другому поверсі, а на першому навчалися. Нині тут сільськогосподарський коледж. За час свого існування він дав народному господарству понад чотири тисячі фахівців-аграрників.
В 1959 році з нагоди 160-річчя від дня народження Оноре де Бальзака в приміщенні тодішнього сільськогосподарського технікуму було відкрито кімнату-музей письменника, яка на громадських засадах діяла до 1995 року. Тридцять років по тому відбувається реставрація палацу, а у 1995 році завдяки ініціативі колективу технікуму було обладнано три меморіальні кімнати, які й стали Верхівнянським літературно-меморіальним музеєм Оноре де Бальзака.
|                     |  |       |  |       |  |       |
| балкон для оркестру |  | стеля |  | стіни |  | стіни |

|               |  |                    |  |                         |  |                                           |  |                         |
| флігель кухня |  | флігель управителя |  | зворотна сторона палацу |  | сімейна усипальниця Ганських і Ржевуцьких |  | Місток в парку Ганських |